# Escudo de Valle de la Pascua
El Escudo de Valle de la Pascua es el estandarte representativo del Municipio Leonardo Infante y de la ciudad homónima. El escudo fue diseñado y presentado por el monseñor Rafael Chacín Soto en 1985.

## Simbolismo
- El escudo contiene la Catedral Nuestra señora de la Candelaria en homenaje a la Santa Patrona de la ciudad, la Virgen de la Candelaria.

- La mano encarnada con la antorcha encendida representa el deporte, libertad, trabajo, progreso y el avance científico.

- La cabeza de res, plantas de maíz y sorgo simbolizan la riqueza agrícola de la zona.

- El grabado "Fe ciencia y trabajo" y en el centro la fecha 1985, es un recuerdo del Bicentenario que se conmemoraba y el progreso de la ciudad después de 200 años.

- Arriba "Valle de la Pascua" en sable, y debajo la fecha 1785, año de la creación del Curato de Nuestra Señora de la Candelaria de Valle de la Pascua.

- A ambos lados tiene hojas verdes, campánulas de color púrpura y flores de pascua, ya que abundaban mucho en la zona y según la historia popular de ahí proviene el nombre a la ciudad.